# Регионална лига у рагбију 2015/16.
Регионална лига у рагбију 2015/16. (службени назив: 2015–16 Regional Rugby Championship) је било 9. издање Регионалне лиге у рагбију. Учествовало је 6 рагби клубова из Србије, Хрватске, Аустрије, Словеније и Босне и Херцеговине. Такмичење је освојила Љубљана.

## Учесници
- Рагби клуб Нада Сплит  Хрватска
- Далмација  Хрватска
- Рагби клуб Дунав Беч  Аустрија
- Спортекс репрезентација Београда  Србија
- Рагби клуб Челик  БИХ
- Рагби клуб Љубљана  Словенија

## Такмичење
Дунав - Спортекс 37-14
Далмација - Љубљана 16-15
Челик - Нада 3-18
Нада - Дунав 15-12
Љубљана - Челик 58-7
Спортекс - Далмација 27-17
Дунав - Далмација 10-21
Челик - Спортекс 8-25
Нада - Љубљана 22-28
Љубљана - Дунав 28-12
Спортекс - Нада 3-10
Далмација - Челик 37-8
Челик - Дунав 24-14
Нада - Далмација 7-11
Љубљана - Спортекс 37-19
|   | Клуб                  | ИГ | Д | Н | И | ПД  | ПП  | ПР   | ЕД | ББ | Б  |  |
| - | --------------------- | -- | - | - | - | --- | --- | ---- | -- | -- | -- |  |
| 1 | Љубљана               | 5  | 4 | 0 | 1 | 166 | 76  | +90  | 22 | 3  | 19 |  |
| 2 | Далмација             | 5  | 4 | 0 | 1 | 102 | 67  | +35  | 11 | 1  | 17 |  |
| 3 | Рагби клуб Нада Сплит | 5  | 3 | 0 | 2 | 72  | 57  | +15  | 9  | 2  | 14 |  |
| 4 | Спортекс Београд      | 5  | 2 | 0 | 3 | 88  | 109 | -21  | 12 | 2  | 10 |  |
| 5 | Рагби клуб Дунав Беч  | 5  | 1 | 0 | 4 | 85  | 102 | -17  | 10 | 2  | 6  |  |
| 6 | Рагби клуб Челик      | 5  | 0 | 0 | 4 | 50  | 152 | -102 | 7  | 1  | 5  |  |

| Победник Регионалне лиге у рагбију 2015/2016. |
| --------------------------------------------- |
| Љубљана 1. титула                             |

## Најбољи поентери
Павловић 60 поена, Далмација
Росо 37 поена, Нада
Мартић 32 поена, Спортекс
Субашић 26 поена, Љубљана